# Casa Crespi (Vigevano)
Casa Crespi è un edificio situato a Vigevano, all'angolo tra via Trieste e via Guglielmo Oberdan, e si tratta di un esempio di razionalismo italiano.

## Storia
L'edificio fu commissionato dal tipografo Angelo Crespi all'architetto Giovanni Rota, attivo a Vigevano dai primi anni Venti. Progettata nel 1931 e terminata nel 1935, la casa Crespi è stata oggetto negli anni successivi di alcuni ampliamenti sempre per opera dello stesso architetto.

## Descrizione
La casa Crespi si distingue come un valido esempio dello stile razionalista nell'architettura italiana del periodo, caratterizzato dall'uso di forme geometriche essenziali, linee pulite e materiali moderni. 
La disposizione della pianta è a T asimmetrica, con locali di servizio al piano terra e abitazioni al primo piano.
Tale divisione è una pratica comune nella progettazione delle case dell'epoca, che mirava in particolare modo alla funzionalità e all'organizzazione degli spazi.
La facciata è caratterizzata da un basamento a face orizzontali, con sistema di rivestimento in cemento armato, sostituito poi con elementi lapidei. Al piano terra trovavano posto gli uffici della tipografia Crespi. Al piano superiore si trova l'abitazione, nel cui soggiorno è collocato un grande affresco di Carlo Zanoletti. Il resto del piano è occupato da un esteso terrazzo, allineato al profilo edificato da un telaio in cemento armato, raccordato sull'angolo con una parete curva, bucata da una finestra belvedere, che si contrappone allo spigolo vivo del piano superiore.

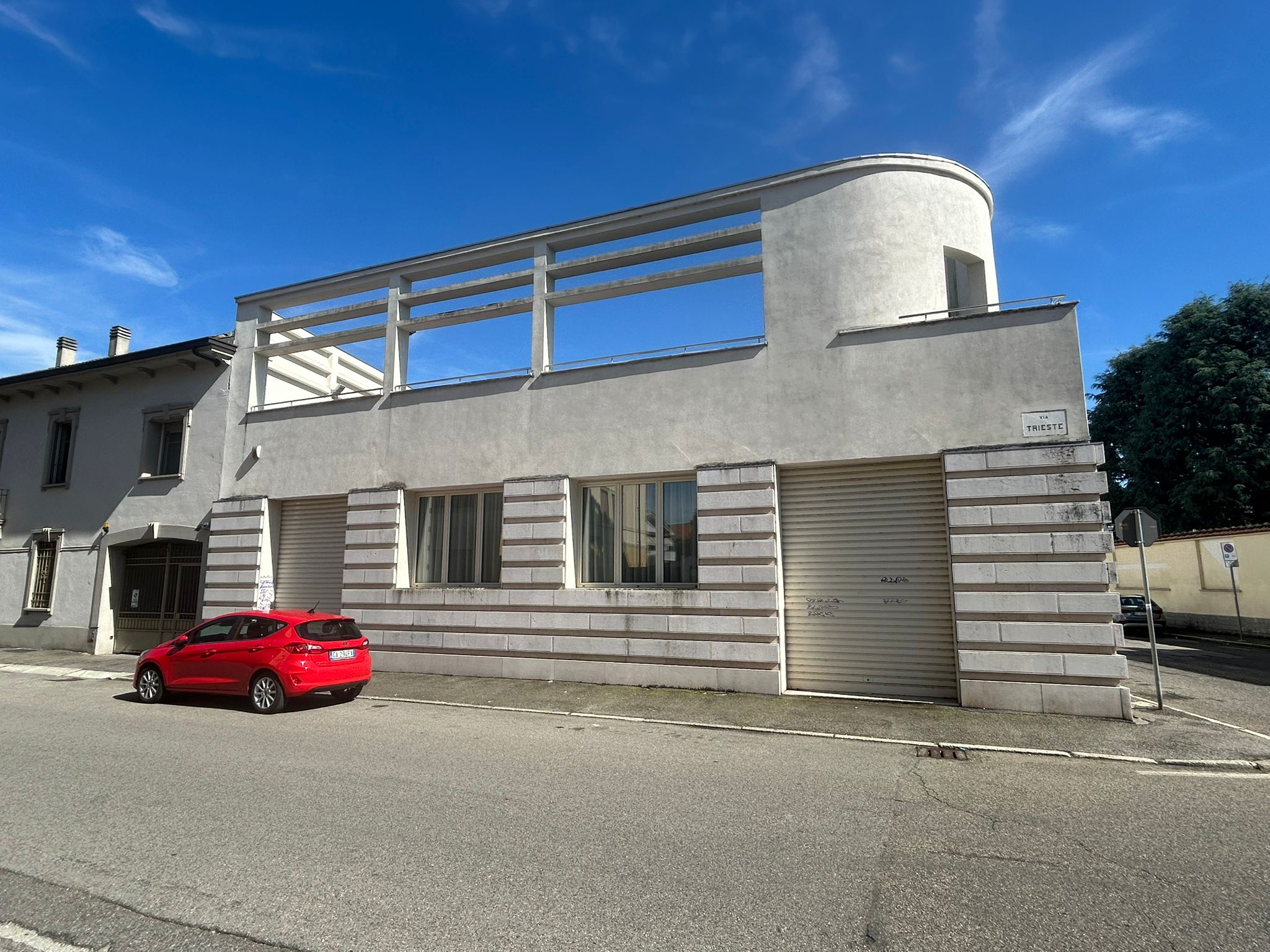
Facciata di Casa Crespi in via Trieste

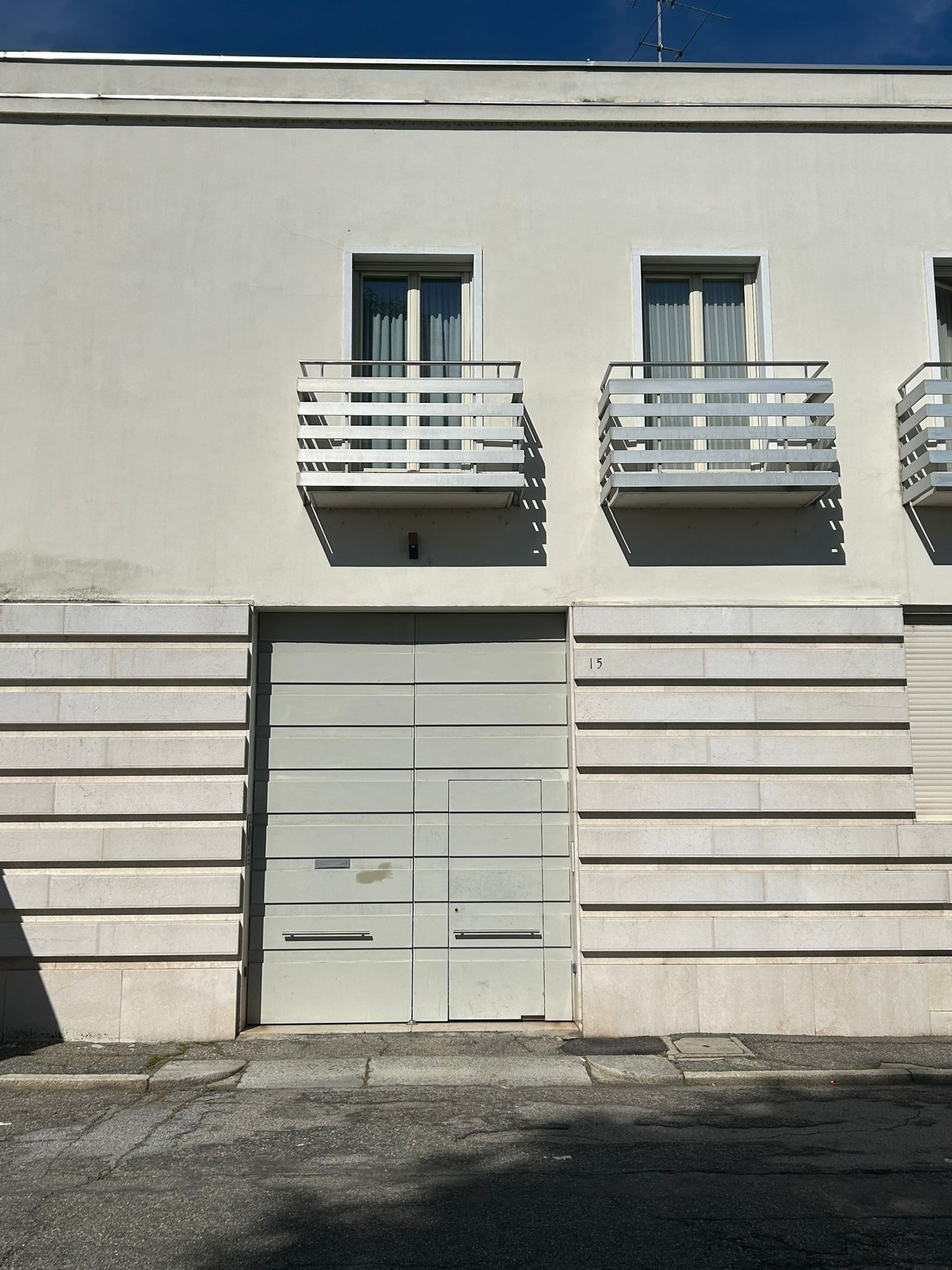
Sistema di rivestimento che avvolge il basamento di Casa Crespi

L'uso di una scala principale interna al lotto per accedere al piano superiore aggiunge un elemento di coesione e intimità all'interno della residenza.
Il collegamento diretto tra il salone e lo spazio della corte-giardino rappresenta una caratteristica della casa Crespi, in quanto consente una continuità tra gli spazi interni ed esterni. La chiusura verso la strada, il trattamento del piano terra a bugnato e la formazione di un angolo acuto evidenziano l'attenzione ai dettagli del progettista.
Infine, la presenza di bucature, frangisole e angoli stondati nella quinta contribuisce alla composizione complessiva dell'edificio e al suo adattamento alle condizioni climatiche e luminose del luogo.